# Lèmur bru de collar
El lèmur bru de collar (Eulemur collaris) és un primat estrepsirrí de mida mitjana. És una de les dotze espècies del gènere Eulemur, dins de la família dels lemúrids. Només viu al sud-est de Madagascar. Com la majoria d'espècies de lèmur, és un animal arborícola que es mou a quatre grapes i a vegades salta d'un arbre a l'altre. Com les altres espècies d'Eulemur, viu en grups socials, s'alimenta principalment de fruita, és actiu tant de dia com de nit, presenta dicromatisme sexual i les femelles no tenen un paper dominant. La Unió Internacional per a la Conservació de la Natura (UICN) el classifica com a "espècie vulnerable". Està amenaçat principalment per la pèrdua d'hàbitat.